# Récif d'Apo

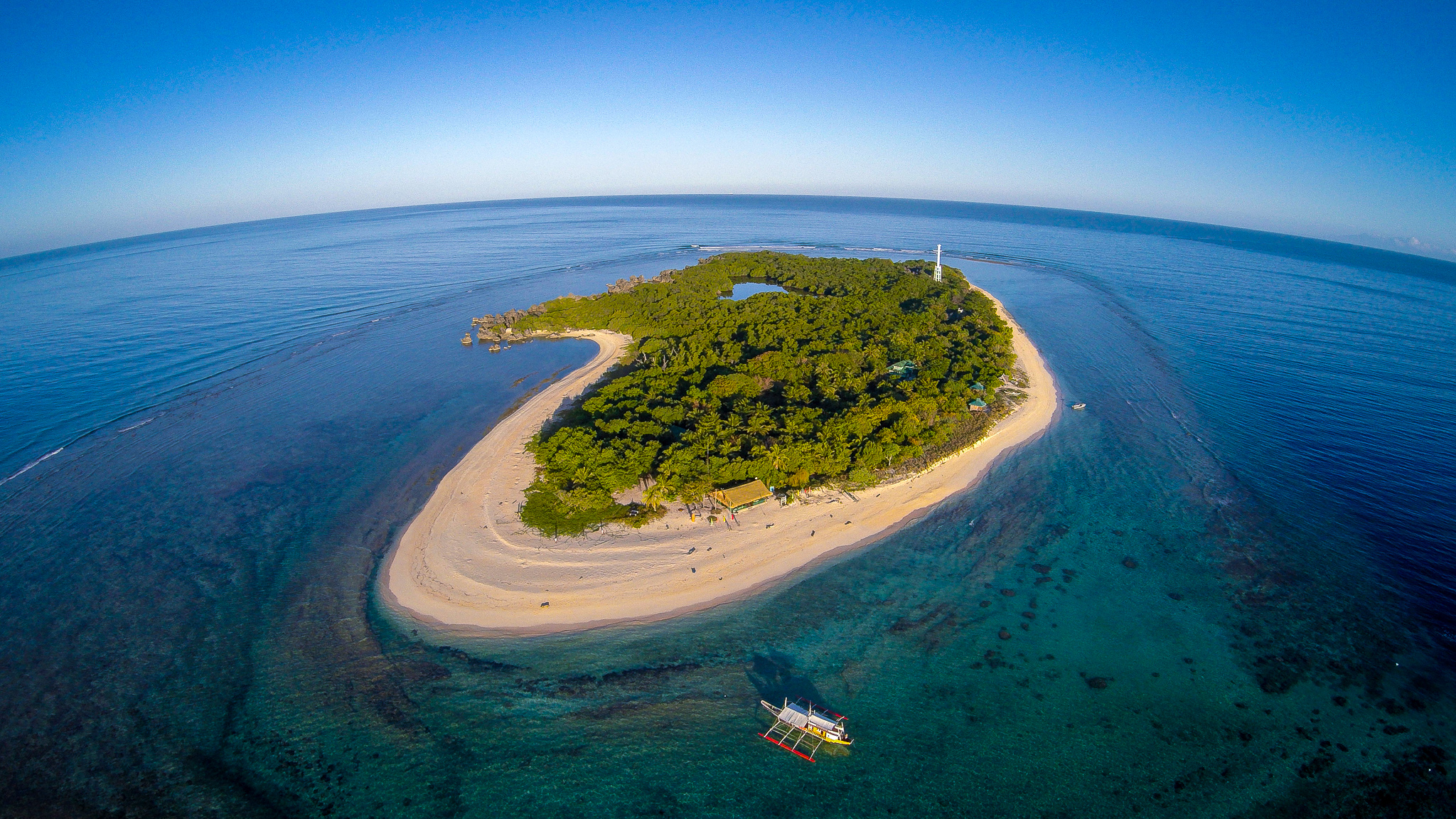
Récif d'Apo et son phare

Le récif d'Apo est un récif de corail philippin situé sur les eaux occidentales de la province de Mindoro dans le détroit de Mindoro.

## Géographie
Le récif d'Apo se trouve à environ 15 milles nautiques (28 km) à l'ouest de la côte la plus proche de l'île Philippine de Mindoro. Elle est séparée de l'île principale par le col Apo Est du détroit de Mindoro.
Englobant 34 km2, il est le deuxième plus récif de corail contiguë au monde et le plus grand dans le pays[réf. nécessaire].
Le récif et ses eaux environnantes sont des zones protégées dans le pays administré par le Parc Naturel Reef Apo (ARNP).